# 平山笑美
平山笑美（日语：／ Hirayama Emi，9月24日—）是日本的女性聲優，東京都出身。2013年3月離開事務所RAMS，2018年7月離開SPELL BOUND，成為自由身。
東京舞蹈＆表演專門學校畢業，後來進入RAMS Professional Education就讀。

## 演出作品
※粗體字為主要角色。

### 電視動畫
2009年
- 炬燵猫（巴巴拉〈畢塔〉）

2010年
- 麵包咪咪（潘薩姆）

2011年
- 襪子猴大冒險（山姆、哈娜、布拉沃小姐）

2012年
- 懶懶熊貓（達普達普）

2013年
- NUKKO（しっこ、格洛利亞斯）
- 戀愛研究所（新入生、一年女子、女學生、小學老師）

2014年
- 達洋貓（吉坦）

2015年
- 閃開，讓最帥的來（齊藤、こめたろう、園內廣播、旁白）
- 開心喬治（肉捲飯糰[5]）
- 恐怖！殭屍貓（殭屍貓、旁白）

2016年
- 火星異種 復仇（貝姬·佛提、吉娜的友人、通信員）

2017年
- （媽媽[6]）
- 帶著智慧型手機闖蕩異世界。（雷英）

2018年
- 童話魔法使（艾瑪）
- 妖怪旅館營業中（松、管子猫C、仲居A）
- 冷然之天秤（淀川春）

2020年
- 王之襲擊：意志的繼承者（羅蘭[7]）

2024年
- 靠廢柴技能【狀態異常】成為最強的我將蹂躪一切（戰場淺蔥[8]）

### 遊戲
時期不明
- 偶像收集（藤波綾）
- 騎士集結（戰士、瑪莉）

2010年
- Kei☆Ten 〜連鴿子都能理解的激萌麻將〜（清丸千尋）
- L@ve once（千鳥凛沙）

2011年
- L@ve once Mermaid's tears（千鳥凜沙）

2013年
- 偶像大師 百萬人演唱會！（北上麗花[9]）

2014年
- 美少女戰車隊！（乃木坂美璃、北上麗花、翔、德摩尼加）
- 巫女之社（天野彩有里[10]）
- 鐵金剛少女Z ONLINE（翔〈蓋特翔〉[11]、德摩尼加〈無敵要塞德摩尼加〉[12]）

2015年
- 小林可愛到爆！！連遊戲也萌到最高點(*´ェ`*)（竹中紫乃[13]）

2016年
- 食罪～千之詛咒、千之祈禱～（田井素子[14]）
- 戰舞機娘（P-35、幻象5）
- 擴張少女系三重奏（卯月神樂）

2017年
- 偶像大師 百萬人演唱會！劇場時光（北上麗花）

### 廣播劇CD
2008年
- THOR CODE（南辻都）

2009年
- 雙面騎士 -月之公主與龍騎士-（女僕、女孩子）

2010年
- Barico 廣播劇CD第2弾「小貓狂詩曲 -kitten rhapsody-」（貓）

2014年
- Ayagamix（齋晴夏[15]）
- Pinky☆Distortion（保志瑞希）

2015年
- 偶像大師 百萬人演唱會！ 系列（北上麗花）

2016年
- 廣播劇CD「Fureraji☆」（桃井櫻[16]）

### 旁白
- 初音島III 廣告

### 舞台
- LIPS*S 2013 Autumn Theater「See You」（空）[17]

## 音樂CD

### 角色歌
| 發售日  | 商品名稱                                              | 演唱名義                                                                            | 歌曲                     | 備註                                    |
| 2013年  | 2013年                                                | 2013年                                                                              | 2013年                   | 2013年                                  |
| ------- | ----------------------------------------------------- | ----------------------------------------------------------------------------------- | ------------------------ | --------------------------------------- |
| 4月24日 | THE IDOLM@STER LIVE THE@TER PERFORMANCE 01 Thank You! | 765 MILLIONSTARS                                                                    | 「Thank You!」           | 遊戲《偶像大師 百萬人演唱會！》主題曲   |
| 4月24日 | THE IDOLM@STER LIVE THE@TER PERFORMANCE 01 Thank You! | 765THEATER ALLSTARS                                                                 | 「Thank You!」           | 遊戲《偶像大師 百萬人演唱會！》主題曲   |
| 4月30日 | Code:C                                                | 篠山小春（平山笑美）                                                                | 「」                     | 《AGC38》相關歌曲                       |
| 9月25日 | THE IDOLM@STER LIVE THE@TER PERFORMANCE 06            | 北上麗花（平山笑美）                                                                | 「FIND YOUR WIND!」      | 遊戲《偶像大師 百萬人演唱會！》相關歌曲 |
| 9月25日 | THE IDOLM@STER LIVE THE@TER PERFORMANCE 06            | 星井美希（長谷川明子）、伊吹翼（Machico）、北上麗花（平山笑美）、茱莉亞（寺川愛美） | 「Marionetteは眠らない」 | 遊戲《偶像大師 百萬人演唱會！》相關歌曲 |

### 组合成员
1. ↑  天海春香（中村繪里子）、春日未來（山崎遙）、如月千早（今井麻美）、木下日向（田村奈央）、四條貴音（原由實）、茱莉亞（愛美）、高山紗代子（駒形友梨）、田中琴葉（種田梨沙）、天空橋朋花（小岩井小鳥）、箱崎星梨花（麻倉桃）、松田亞利沙（村川梨衣）、三浦梓（高橋智秋）、水瀨伊織（釘宮理惠）、最上靜香（田所梓）、望月杏奈（夏川椎菜）、矢吹可奈（木戶衣吹）、艾蜜莉·司徒亞特（郁原由宇）、大神環（稻川英里）、我那霸響（沼倉愛美）、菊地真（平田宏美）、北上麗花（平山笑美）、高坂海美（上田麗奈）、佐竹美奈子（大關英里）、島原艾琳娜（角元明日香）、高槻彌生（仁後真耶子）、永吉昴（齊藤佑圭）、野野原茜（小笠原早紀）、馬場木實（高橋未奈美）、福田法子（濱崎奈奈）、舞濱步（戶田惠）、真壁瑞希（阿部里果）、百瀨莉緒（山口立花子）、橫山奈緒（渡部優衣）、秋月律子（若林直美）、伊吹翼（Machico）、北澤志保（雨宫天）、篠宮可憐（近藤唯）、周防桃子（渡部惠子）、德川茉莉（諏訪彩花）、所惠美（藤井幸代）、豐川風花（末柄里惠）、中谷育（原嶋燈）、七尾百合子（伊藤美來）、二階堂千鶴（野村香菜子）、萩原雪步（淺倉杏美）、ROCO（中村溫姬）、雙海亞美／真美（下田麻美）、星井美希（長谷川明子）、宮尾美也（桐谷蝶蝶）
2. ↑  春日未來（山崎遙）、木下日向（田村奈央）、茱莉亞（愛美）、高山紗代子（駒形友梨）、田中琴葉（種田梨沙）、天空橋朋花（小岩井小鳥）、箱崎星梨花（麻倉桃）、松田亞利沙（村川梨衣）、最上靜香（田所梓）、望月杏奈（夏川椎菜）、矢吹可奈（木戶衣吹）、艾蜜莉·司徒亞特（郁原由宇）、大神環（稻川英里）、北上麗花（平山笑美）、高坂海美（上田麗奈）、佐竹美奈子（大關英里）、島原艾琳娜（角元明日香）、永吉昴（齊藤佑圭）、野野原茜（小笠原早紀）、馬場木實（高橋未奈美）、福田法子（濱崎奈奈）、舞濱步（戶田惠）、真壁瑞希（阿部里果）、百瀨莉緒（山口立花子）、橫山奈緒（渡部優衣）、伊吹翼（Machico）、北澤志保（雨宫天）、篠宮可憐（近藤唯）、周防桃子（渡部惠子）、德川茉莉（諏訪彩花）、所惠美（藤井幸代）、豐川風花（末柄里惠）、中谷育（原嶋燈）、七尾百合子（伊藤美來）、二階堂千鶴（野村香菜子）、ROCO（中村溫姬）、宮尾美也（桐谷蝶蝶）

## 外部連結
- 平山笑美個人BLOG （页面存档备份，存于）（日語）
- 平山笑美的X（前Twitter）（日語）